# Saint-Jean-d'Étreux
Pour les articles homonymes, voir Saint-Jean.
Saint-Jean-d'Étreux est une ancienne commune française située dans le département du Jura en région Bourgogne-Franche-Comté.
Elle est, depuis le 1er janvier 2019, une commune déléguée au sein de la commune nouvelle de Les Trois Châteaux avec les communes de L'Aubépin, Chazelles et de Nanc-lès-Saint-Amour.

## Géographie
Saint-Jean-d'Étreux fait partie du Revermont.

## Histoire
Le 1er janvier 2019, Saint-Jean-d'Étreux intègre la commune nouvelle des Trois Châteaux par arrêté préfectoral du 22 novembre 2018.

## Politique et administration
| Période    | Période  | Identité       | Étiquette | Qualité               |
| ---------- | -------- | -------------- | --------- | --------------------- |
| avant 1981 | ?        | Clément Janin  | PS        |                       |
| mars 2001  | En cours | Bernard Tissot | DVG       | Professeur des écoles |

## Démographie
L'évolution du nombre d'habitants est connue à travers les recensements de la population effectués dans la commune depuis 1793. Pour les communes de moins de 10 000 habitants, une enquête de recensement portant sur toute la population est réalisée tous les cinq ans, les populations de référence des années intermédiaires étant quant à elles estimées par interpolation ou extrapolation. Pour la commune, le premier recensement exhaustif entrant dans le cadre du nouveau dispositif a été réalisé en 2008.

En 2016, la commune comptait 157 habitants, en évolution de +10,56 % par rapport à 2010 (Jura : −0,81 %, France hors Mayotte : +2,11 %).
| 1793 | 1800 | 1806 | 1821 | 1831 | 1836 | 1841 | 1846 | 1851 |
| ---- | ---- | ---- | ---- | ---- | ---- | ---- | ---- | ---- |
| 577  | 213  | 215  | 224  | 376  | 354  | 355  | 330  | 353  |

| 1856 | 1861 | 1866 | 1872 | 1876 | 1881 | 1886 | 1891 | 1896 |
| ---- | ---- | ---- | ---- | ---- | ---- | ---- | ---- | ---- |
| 315  | 312  | 307  | 308  | 317  | 301  | 290  | 264  | 252  |

| 1901 | 1906 | 1911 | 1921 | 1926 | 1931 | 1936 | 1946 | 1954 |
| ---- | ---- | ---- | ---- | ---- | ---- | ---- | ---- | ---- |
| 252  | 256  | 228  | 183  | 181  | 165  | 170  | 171  | 166  |

| 1962 | 1968 | 1975 | 1982 | 1990 | 1999 | 2006 | 2008 | 2013 |
| ---- | ---- | ---- | ---- | ---- | ---- | ---- | ---- | ---- |
| 166  | 146  | 159  | 133  | 137  | 126  | 138  | 142  | 159  |

| 2016 | - | - | - | - | - | - | - | - |
| ---- | - | - | - | - | - | - | - | - |
| 157  | - | - | - | - | - | - | - | - |

## Lieux et monuments
- Église Jean-Baptiste, inscrite à l'inventaire supplémentaire des monuments historiques ;